# The Heart of a Cowboy
Pour plus de détails, voir Fiche technique et Distribution.
The Heart of a Cowboy est un film muet américain écrit, réalisé, produit et interprété par Gilbert M. Anderson et sorti en 1909.

## Fiche technique
- Titre : The Heart of a Cowboy
- Réalisation : Gilbert M. Anderson
- Scénario : Gilbert M. Anderson
- Photographie : Jess Robbins
- Montage :
- Producteur : Gilbert M. Anderson
- Société de production : The Essanay Film Manufacturing Company
- Société de distribution : The Essanay Film Manufacturing Company
- Pays d'origine :  États-Unis
- Langue : film muet avec les intertitres en anglais
- Format : Noir et blanc — 35 mm — 1,33:1 — Muet
- Genre : Western
- Durée : 10 minutes
- Date de sortie :
  -  États-Unis : 25 décembre 1909

## Distribution
- Gilbert M. Anderson : Steve honnête
- George Creel : Steve mauvais
- Loma Besserer : Kitty Blair
- Fred Church
- Arthur Smith
- William A. Russell
- John B. O'Brien